# Hoplolabis (Parilisia) spinula
Hoplolabis (Parilisia) spinula is een tweevleugelige uit de familie steltmuggen (Limoniidae). De soort komt voor in het Palearctisch gebied.